# Sokotranci
Sokotranci, semitski narod, vjerojatno himjaritskog porijekla, naseljen na otocima Sokotra i `Abd al-Kuri pred somalijskom obalom između Roga Afrike i Arapskog poluotoka. Prema jemenskom popisu 1990. ima ih 57,000.

## Ime
Ime dolazi prema lokalitetu otoku Sokotri, od "Eipheba Sakhotora" ili "otok sreće." 

## Jezik
Sokotranci govore sokotranskim jezikom, verzijom straog himjaritskog jezika, a ima nekoliko dijalekata, južni, središnji, zapadni, sjeverni i `abd al-kurijski. Istoj populaciji po svoj prilici pripadaju govornici ovog istog jezika u Al-Mahara u Jemenu i Dhofara (ظفار) u Omanu.

## Porijeklo i povijest
Sokotranci se razlikuju od svojih sjevernih rođaka Jemenskih Arapa i sudeći prema jeziku oni predstavljaju ostatke Himjarita koji su se pomiješali s pripadnicima raznih drugih naroda, Grcima, Portugalcima i Afrikancima, te su u relativnoj izolaciji od arapskog i afričkog kopna uspjeli su sačuvati stari himjaritski jezik. Kroz svoju povijest otok je bio pod vlasti mahranskih sultana iz jugoistočnog Jemena, povremeno prekidanu portugalskim okupacijama između 1507. i 1511. Godine 1834. pokušavaju ga zauzeti Britanci, ali ne uspijevaju. Tek 1880.-ih pa do 1967. pod zaštitom je Britanaca, kada postaje dio Jemena. Glavni i najveći grad je Hadiboh.

## Život i običaji
Sokotranci na svom arhipelagu žive dosta izolirano. U planinama je izgleda bilo troglodita koji su živjeli u pećinama. Sokotranci se bave ribarenjem i ronjenjem za biserima na obali i stočarstvom u unutrašnjosti otoka. Otočani proizvode neku vrstu maslaca poznatu kao ghee koji je zajedno s uz ribu i tamjan najvažniji izvozni artikl. 

## Religija
Danas su Sokotranci 100% muslimani. U prošlosti je među njima bilo kršćanstva koje je uveo sv. Toma. Muslimansi su porušili crkve a kršćanstvo je nestalo negdje u 17. stoljeću (1680.). U nekim pećinama na otoku pronađeno je mnogo kostiju i ostataka drvenih rezbarenih predmeta za koje se sumnja da su predstavljali križeve kojim su bili označavani grobovi (vidi više u Brian Doe, Socotra: Island of Tranquillity; Immel Publishing Limited, London, 1992. str. 33.)

## Vanjske poveznice
- Stephen Andrew Missick, Socotra: The Mysterious Island of the Assyrian Church of the East
- SOCOTRA ISLAND, Yemen  Arhivirana inačica izvorne stranice od 13. svibnja 2008. (Wayback Machine)